# Terremoto de Sangchal de 1957
El terremoto de Sangchal de 1957 sacudió la provincia de Mazandarán, en el norte de Irán, a las 04:12 hora local del 2 de julio de 1957. Tuvo una magnitud de momento de 7,1, una profundidad focal de 15 kilómetros y una intensidad máxima de Mercalli modificada de IX.Devastó muchas comunidades en las montañas de Alborz y causó unas 1.500 muertes. Los daños se estimaron en 25 millones de dólares estadounidenses.

## Entorno tectónico
La meseta iraní es una región de corteza muy deformada encajada entre la Placa Arábiga al suroeste y la Placa Euroasiática al noreste. La deformación de la corteza terrestre está dictada por la convergencia oblicua de 22 centímetros por año entre las dos placas tectónicas. La deformación se adapta mediante fallas inversas y de deslizamiento. En el norte y el sur de Irán, el empuje permite que se produzca la convergencia a través del engrosamiento de la corteza terrestre. La mayor parte de la convergencia se encuentra a lo largo de los cinturones plegados y corridos de las montañas Zagros, Alborz, Kopet Dag y en el este de Irán, donde la sismicidad es alta. La sismicidad en la meseta central es baja debido a su geología formada por bloques tectónicos rígidos y asísmicos.

## Terremoto

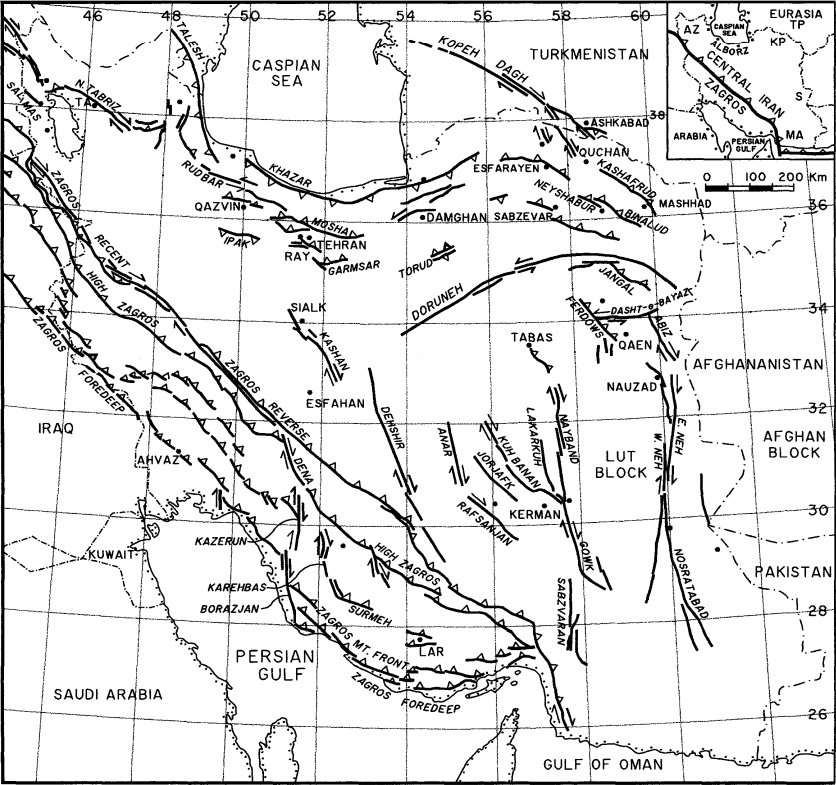
Fallas geológicas en Irán

El terremoto fue el resultado de fallas de empuje poco profundas a lo largo de la falla de Larzaneh, una falla de empuje poco profunda que se inclina hacia el sur en las montañas de Alborz. El terremoto principal atravesó un área de 50 por 25 kilómetros. Es el segundo terremoto más grande registrado instrumentalmente en las montañas, detrás del terremoto de Manjil-Rudbar de 1990. El terremoto debajo de las montañas ocurrió en una región de fallas inversas con tendencia noroeste-sureste; cerca de la interconexión de dos fallas inversas antitéticas donde termina la falla occidental de Larzaneh. La falla se conecta con otra falla de cabalgamiento a través de una falla de enlace que se inclina hacia el suroeste y se extiende hacia el noroeste.
No se asociaron fallas cosísmicas en la superficie con el terremoto y no hubo anomalías en la actividad fumarólica en el Monte Damavand a pesar de su epicentro dentro de los 100 kilómetros del volcán.Sin embargo, se observó cierto movimiento de fallas a lo largo de la zona de la falla de Amir, una falla inversa que se inclina hacia el sur. Se reportaron nuevas grietas a lo largo de una carretera que cruza la falla después del terremoto. Hubo informes no confirmados de grandes fisuras de varios kilómetros de longitud en la zona montañosa al norte de Sang Chal. Nicholas Ambraseys también documentó 3 kilómetros de fallas superficiales que no eran cosísmicas. Estas grietas se explicaron como deslizamientos de tierra provocados u otros eventos naturales distintos de las fallas.

## Impacto
La zona meizosísmica se ubicó entre los ríos Haraz y Talar; abarcando los dehestans de Band Pay, Beh, Dala Rustaq y Chalav. Allí fueron arrasadas unas 120 aldeas y se registraron 1.500 muertes. Las aldeas de Sang Chal, Nandal, Chaliyasar, Nasal, Andavar y Pardimeh fueron las más afectadas. En Burun, Varzaneh, Shanguldeh, Nal y Dinan, desprendimientos de rocas y deslizamientos de tierra causaron aún más devastación. Ríos y arroyos quedaron represados por caídas de rocas y deslizamientos de tierra; el río Haraz, cerca de Aliabad, fue bloqueado por una presa de 20 metros de alto y 1 kilómetro de largo que formó un embalse. Había pocas infraestructuras de ingeniería en la región; los únicos daños reportados se produjeron en la carretera de Haraz, y fueron mínimos. Los estribos de un puente en arco de mampostería de 80 metros de largo se hundieron y su tablero se agrietó. El revestimiento de un túnel que une Kuhrud y Bayjan resultó gravemente agrietado y su parte posterior cortada. Se observaron daños menores en un túnel cerca de Nur y en un puente de madera en Aliabad.
Los daños más allá del área meizosísmica fueron menos graves pero generalizados. La gravedad de los daños disminuyó más drásticamente con la distancia hacia el noroeste y sureste en comparación con el noreste y suroeste. Se informaron daños hasta Pul-i Safis, Shiragh y el río Kaslian. En Utu, cerca del río Kaslian, varias casas se derrumbaron. Se informó de tejados derrumbados en Polur y Fasham, mientras que en Teherán algunas casas sufrieron daños. Los daños a los edificios se extendieron hasta el sureste hasta Firuzkuh. Al noroeste, en Qaemshahr y Sari, algunas construcciones modernas resultaron dañadas. Un imamzadeh en Vāneh y el Santuario Emamzadeh Hashem sufrieron graves daños.